# 前田晴人
前田 晴人（まえだ はると、1949年7月 - 2022年8月6日）は、日本史学者、大阪経済法科大学客員教授。

## 略歴
大阪府大阪市生まれ。1974年神戸大学文学部史学科卒、1977年同大学院文学研究科修士課程修了。大阪府立登美丘高等学校、大阪府立堺工業高等学校教諭などを経て、大阪経済法科大学教養部教授、2013年客員教授となる。古代史に関して著書多数がある。

## 著書
- 『日本古代の道と衢』吉川弘文館 1996
- 『神功皇后伝説の誕生』大和書房 1998
- 『女王卑弥呼の国家と伝承』清文堂出版 1999
- 『古代王権と難波・河内の豪族』清文堂出版 2000
- 『日本古代史の新論点』新人物往来社 2001
- 『桃太郎と邪馬台国』講談社現代新書 2004
- 『飛鳥時代の政治と王権』清文堂出版 2005
- 『古代出雲』(歴史文化ライブラリー) 吉川弘文館 2006
- 『三輪山 日本国創成神の原像』学生社 2006
- 『日本古代人物伝 謎と生涯』新人物往来社 2007
- 『古代女王制と天皇の起源』清文堂出版 2008
- 『倭の五王と二つの王家』同成社 2009
- 『継体天皇と王統譜』同成社 2010
- 『蘇我氏とは何か』同成社 2011
- 『桃太郎と太閤さん 「鬼退治伝説」の誕生 誰もが知ってるお伽話の謎』新人物往来社 2012
- 『卑弥呼と古代の天皇』同成社 2012
- 『桓武天皇の帝国構想』同成社 2016
- 『物部氏の伝承と史実』同成社 2017

### 共著
- 『三輪山と卑弥呼・神武天皇』笠井敏光,金関恕,千田稔,塚口義信,和田萃共著 学生社 2008

## 論文
- <前田晴人